# Janus (mjesec)
Janus (također Saturn X) je prirodni satelit planeta Saturn. Unutarnji pravilni satelit s oko 178 kilometara u promjeru i orbitalnim periodom od 0.6959 dana. Sinkrono se okreće oko svoje osi. Nepravilna je oblika. Mala gustoća (prosječna gustoća 630 kg/m³) i veliki sjaj (albedo 0,71) navode na zaključak da je porozno tijelo koje se većinom sastoji od leda. Površina je prekrivena kraterima, nekoliko kratera je promjera većeg od 30 km, jedna je strana tamnija od druge. Otkrio ga je Audouin Charles Dollfus 1966. Nazvan je po rimskom bogu Janu.

## Vanjske poveznice
Astronomska sekcija Fizikalnog društva Split - Janus, saturnov satelit  Arhivirana inačica izvorne stranice od 6. rujna 2005. (Wayback Machine)
Jan (astronomija) Hrvatska enciklopedija